# Alquería Blanca

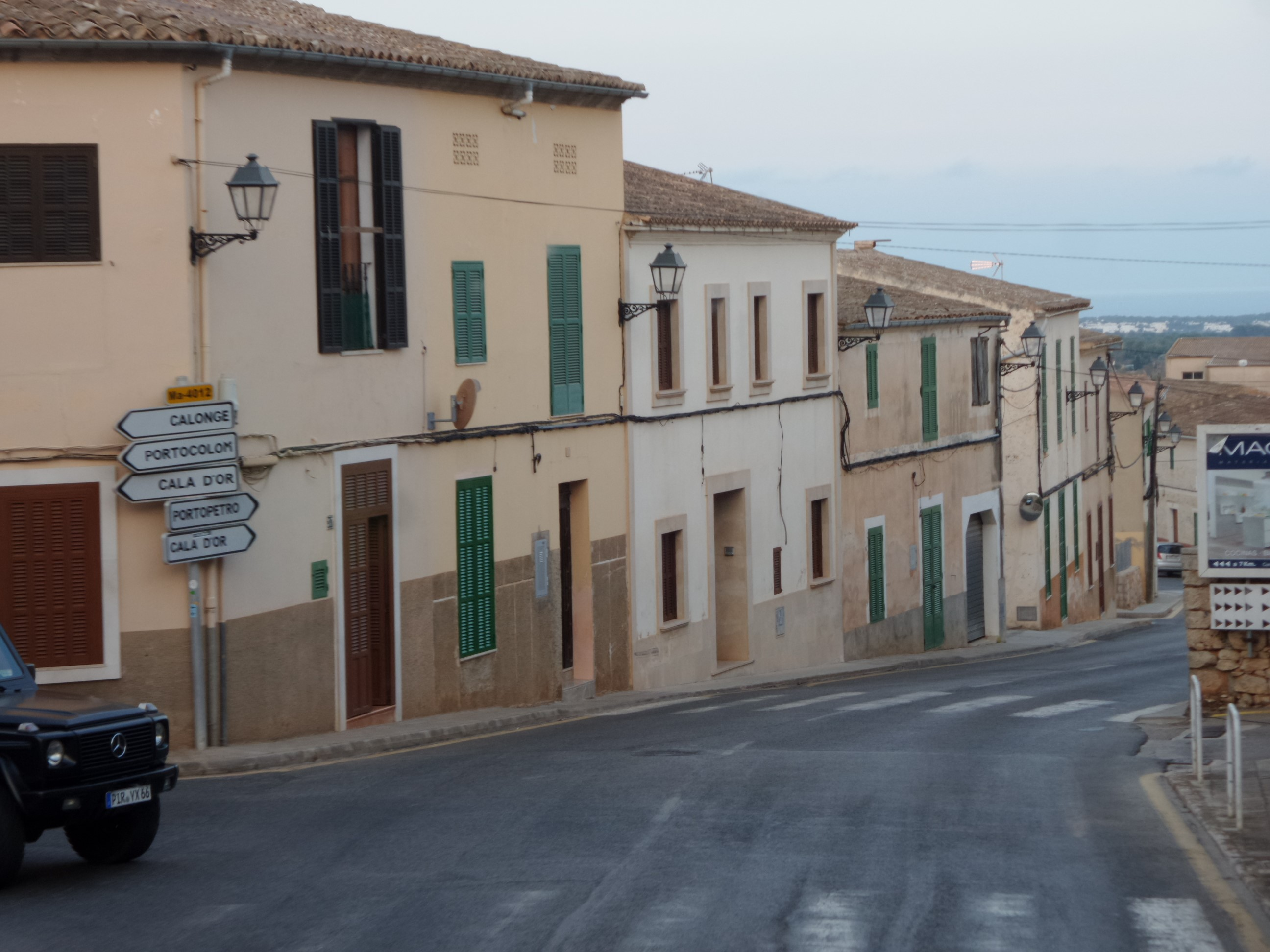
La calle San Roque, la principal de Alquería Blanca.

Alquería Blanca (en catalán y oficialmente s'Alqueria Blanca) es una localidad y pedanía española perteneciente al municipio de Santañí, en la parte suroriental de Mallorca, comunidad autónoma de las Islas Baleares. Cerca de esta localidad se encuentran los núcleos de La Costa, Calonge, S'Horta, Porto Petro, Santañí capital, Cas Concos d'es Cavaller y Cala d'Or.
Las principales actividades económicas son los servicios de proximidad (comercios, bares y restaurantes) y el turismo. Los recursos tradicionales eran la agricultura, la avicultura y la fabricación de tejas.

## Historia
Los primeros documentos en los que aparece su nombre datan de 1242. Se construyó una torre de defensa en el año 1586. En el siglo XVIII, cuando la piratería ya no suponía una amenaza, se empezó a consolidar como núcleo poblacional al pie del oratorio de la Virgen de la Consolación. La familia más antigua de la que se tiene constancia es la apellidada Rigo de Ca Timoner.

## Demografía
Según el Instituto Nacional de Estadística de España, en el año 2019 Alquería Blanca contaba con 983 habitantes censados, lo que representa el 8,03% de la población total del municipio.

### Evolución de la población
| Gráfica de evolución demográfica de Alquería Blanca entre 2009 y 2019 |
|                                                                       |
| Datos según el nomenclátor publicado por el INE.                      |

## Comunicaciones

### Carreteras
Las principales vías de comunicación que transcurren por esta localidad son:
| Identificador | Denominación                     | Itinerario                      |
| ------------- | -------------------------------- | ------------------------------- |
| Ma-19         | De Palma a Porto Petro           | Palma de Mallorca - Porto Petro |
| Ma-4012       | De Alquería Blanca a Porto Colom | Alquería Blanca - Porto Colom   |

Algunas distancias entre Alquería Blanca y otras ciudades:
| Ciudades          | Distancia (km) |
| ----------------- | -------------- |
| Santañí           | 5              |
| Manacor           | 26             |
| Palma de Mallorca | 56             |

## Cultura

### Fiestas

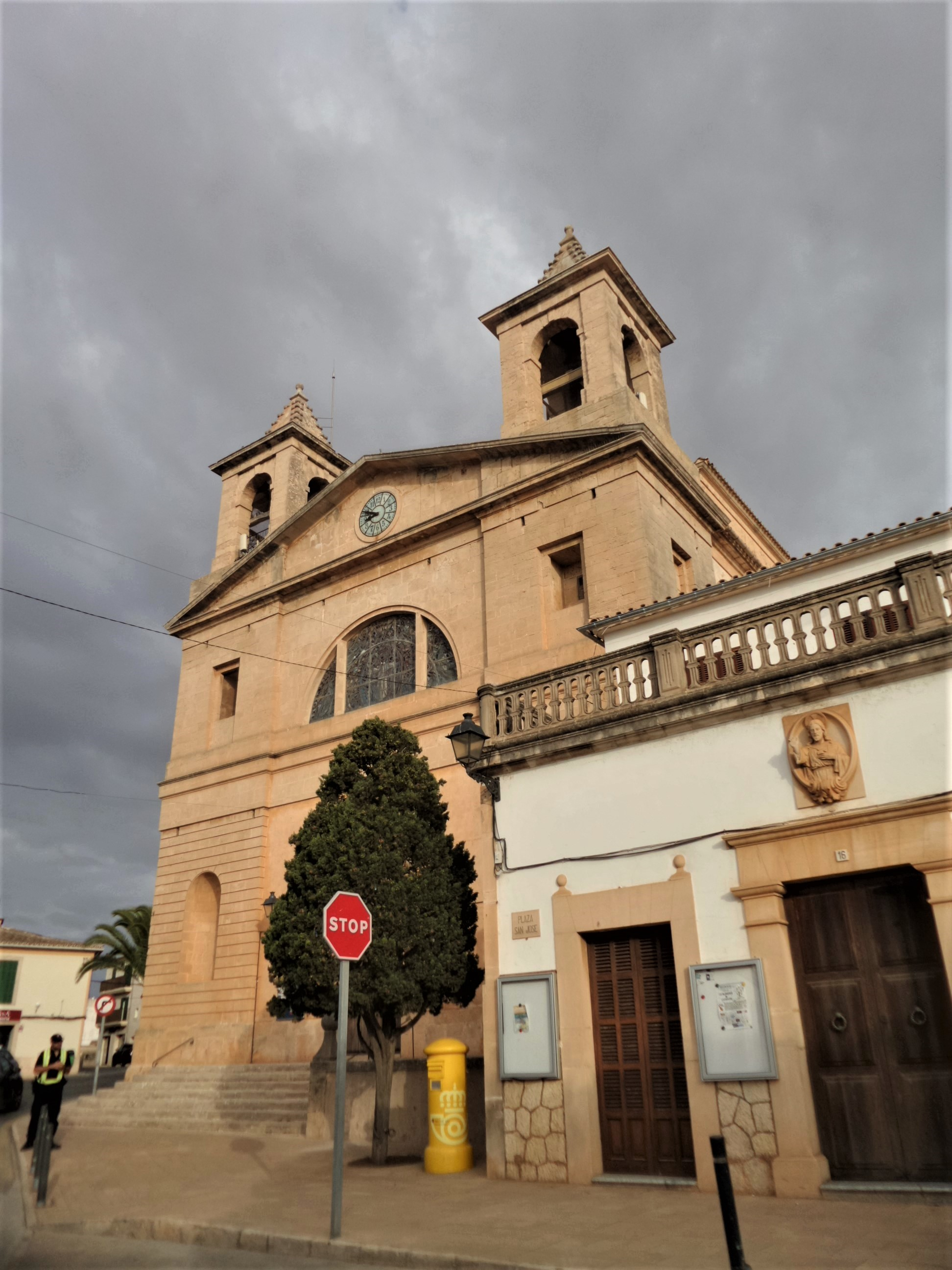
Iglesia de San José (1863), en Alquería Blanca.

Entre las fiestas populares del pueblo destacan las de San Antonio, San José y San Roque.
En las fiestas de San Antonio, celebradas el 16 y 17 de enero, es tradicional realizar una hoguera en la noche del 16 y, al día siguiente, la bendición de carrozas y animales.
Por San José, patrón del pueblo, que se celebra el 19 de marzo, tiene lugar la tradicional misa solemne, entre otros actos.
Por San Roque, en las fiestas de verano, el pueblo sale a la calle a disfrutar de las diferentes actividades lúdicas que se realizan en la primera quincena de agosto. En estas fiestas son tradición las verbenas, tanto de jóvenes como para mayores, carreras infanfiles, juegos populares, representaciones teatrales, misa solemne, etc.